# بينيار
بلدية بينيار (بالإسبانية: Píñar) هي بلدية تقع في مقاطعة غرناطة التابعة لمنطقة أندلوسيا جنوب إسبانيا.

## الديموغرافيا
بلغ عدد سكان بلدية بينيار 1.299 نسمة عام 2011 (وفقاً للمعهد الوطني الإسباني للإحصاء).
| 1.422 | 1.376 | 1.280 | 1.368 | 1.358 | 1.306 | 1.299 |